# 1950

## Събития
- Излиза първото издание на двуезичния вестник на гръцката комунистическа политическа емиграция „Борец“.
- Излиза първото издание на гръцкия вестник „Народна борба“.
- Състои се премиерата на българския игрален филм Ове дни.
- Състои се премиерата на македонския документален филм Радостно детство.
- Състои се премиерата на американския биографичен филм Великолепният янки.

### Януари
- 1 януари – Създава се Международната полицейска асоциация (IPA) – най-голямата полицейска организация в света.
- 5 януари – Самолетна катастрофа в Екатеринбург: Аерофлот Ли-2 се разбива в снежна буря. 19 пътници на борда са убити, включително почти целият национален отбор по хокей на лед на съветските военновъздушни сили (ФК ВВС) – 11 играчи, както лекаря и масажиста на отбора.[1]
- 13 януари – Финландия установява дипломатически отношения с Китайската народна република.
- 14 януари – Състои се премиерата на американския анимационен филм Saturday Evening Puss.
- 14 януари – Първият полет на съветския едноместен реактивен изтребител МиГ-17
- 23 януари – Парламентът на Израел Кнесет приема резолюция, която гласи, че Йерусалим е столица на Израел.
- 26 януари – Индия обнародва своята конституция, образувайки република, а Раджендра Прасад полага клетва като неин първи президент.
- 31 януари – Президентът на Съединените щати Хари С. Труман нарежда разработването на водородна бомба в отговор на взривяването на първата атомна бомба на Съветския съюз през 1949 г.[2]

### Февруари
- 1 февруари – Генералисимус Чан Кайшъ е преизбран за президент на Република Китай.
- 8 февруари – Създадено е Министерството на държавната сигурност на ГДР, известно още като ЩАЗИ.
- 12 февруари – Създаден е Европейският съюз за радио и телевизия.
- 12 февруари – В Париж избухват прокомунистически бунтове.
- 12 февруари – Алберт Айнщайн предупреждава, че ядрената война може да доведе до взаимно унищожение.
- 13 февруари – Армията на САЩ започва да разполага зенитни оръдия за защита на ядрени станции и военни цели.
- 14 февруари – Съветският съюз и Китайската народна република подписват договор за взаимна отбрана (прекратен през 1979 г.).
- 15 февруари – Състои се премиерата на американския анимационен музикален фентъзи филм Пепеляшка.
- 19 февруари – Състои се премиерата на българския игрален филм Тревога.
- 20 февруари – Вдигнат е българският флаг на ескадрения миноносец „Георги Димитров“.
- 23 февруари – Състои се премиерата на американския криминален филм Сценична треска.
- 25 февруари – Състои се премиерата на френския романтичен филм La Marie du port.

### Март
- 1 март – Клаус Фукс е осъден в Лондон за шпионаж срещу Великобритания и Съединените щати в полза на Съветския съюз, като е дал на последния строго секретни данни за атомна бомба.
- 3 март – Полша заявява намерението си да изгони всички германци.
- 12 март – Самолет, превозващ завръщащи се ръгби фенове от Ирландия в Уелс, се разбива близо до Ландоу, загиват 80 човека.
- 13 март – В Белгия референдумът за монархията показва, че 57,7% от населението подкрепят завръщането на крал Леополд III, а 42,3% са против.
- 17 март – Изследователите от Калифорнийския университет в Бъркли обявяват създаването на елемент 98, който наричат „Калифорний“.
- 18 март – Белгийското правителство се срива след референдума на 12 март в подкрепа на завръщането от изгнанието на крал Леополд III.[3]
- 20 март – Състои се премиерата на българския игрален филм Калин Орелът.
- 20 март – Полското правителство приема закон за завземане на имоти, собственост на римокатолическата църква.[4]
- 22 март – Египет настоява Великобритания да изведе всичките си войски в Суецкия канал.
- 23 март – Състои се Двадесет и втората церемония по връчване на филмовите награди „Оскар“ в Лос Анджелис, Калифорния.

### Април
- 15 април – Белгийският крал Леополд III обявява, че е готов да абдикира в полза на сина си Бодуен.
- 24 април – Йордания официално анексира Западния бряг.
- 27 април – Великобритания официално признава Израел.
- 30 април – Състои се премиерата на японския игрален филм Скандал.

### Май
- 1 май – Започва да функционира Агенцията за подпомагане на палестински бежанци в Близкия изток.
- 5 май – Пхумипхон Адунядет (Рама IX), крал на Тайланд от 1946 г., е коронясан в Големия дворец в Банкок.
- 9 май – Основана е испанската компания за производство на автомобили Сеат.
- 9 май – Робер Шуман представя своето предложение за създаване на паневропейска организация, която според него е необходима за поддържането на трайно мирни отношения между различните нации на континента. Това предложение, известно като „Декларация на Шуман“, се счита за началото на създаването на сегашния Европейски съюз.
- 12 май – Състои се премиерата на американския ноар филм Асфалтовата джунгла.
- 13 май – Създаването на Формула 1 Голямата награда на Великобритания.
- 17 май – Състои се премиерата на американския филм На самотно място.
- 18 май – Състои се премиерата на американската комедия Бащата на булката.
- 19 май – Състои се премиерата на американския ноар филм В кафеза.
- 26 май – Състои се премиерата на американския уестърн Стрелецът.

### Юни
- 1 юни – Състои се премиерата на американския уестърн Уинчестър '73.
- 16 юни – Открит е Ещадио до Маракана в Рио де Жанейро, Бразилия, преди откриването на Световното първенство по футбол в страната през 1950 г. на 24 юни.[5]
- 17 юни – Учреден е с указ от Президиума на I народно събрание най-високият орден на НРБ Георги Димитров.
- 23 юни – Полет 2501 на „Нортуест Ориент Еърлайнс“ изчезва мистериозно над езерото Мичиган, самолетът „Дъглас Ди Си-4“, както и телата на загиналите 58 души никога не са открити.
- 25 юни – Начало на Корейската война.
- 28 юни – Корейската война:
  - Севернокорейските сили превземат Сеул, но не печелят войната.
  - Севернокорейските войски убиват в Националната университетска болница в Сеул около 800 души – медицински персонал и пациенти.
  - Южнокорейските въоръжени сили и полицията екзекутират за кратко най-малко 100 000 заподозрени симпатизанти на Северна Корея.

### Юли
- 16 юли – Уругвай бие Бразилия с 2 на 1 и печели Световното първенство по футбол 1950.
- 17 юли – Състои се премиерата на американската музикална комедия Ани, вземи си пушката.
- 20 юли – Състои се премиерата на американския уестърн Счупена стрела.

### Август
- 3 август – Основан е френският футболен клуб от град ФК Олимпик.
- 4 август – Състои се премиерата на американския драматичен филм Булевардът на залеза.
- 6 август – Монархистки демонстрации водят до бунт в Брюксел.
- 8 август – Уинстън Чърчил подкрепя идеята за паневропейска армия, съюзена с Канада и САЩ.
- 22 август – Франция обявява въвеждането на правителствено гарантирана минимална работна заплата.[6]
- 25 август – Състои се премиерата на японския игрален филм Рашомон.

### Септември
- 3 септември – Италианският състезател Джузепе Фарина става първият победител в Световния шампионат на ФИА Формула 1, като е единственият пилот, спечелил шампионата в родната си страна.
- 9 септември – Американският щат Калифорния празнува своята стогодишна годишнина.
- 9 септември - Инцидент на Деветосептемврийската манифестация в София
- 12 септември – В Берлин избухват комунистически бунтове.
- 19 септември – Западна Германия решава да прочисти комунистическите служители.
- 21 септември – Авария при строежа на тунел „Козница“
- 26 септември – Индонезия е приета в Организацията на обединените нации.
- 29 септември – Състои се премиерата на американския драматичен филм Господин 880.

### Октомври
- 3 октомври – Жетулиу Варгас е избран за президент на Бразилия за 5-годишен мандат.
- 5 октомври – Индонезийското правителство потушава бунтовете на Молукските острови.
- 10 октомври – С решение на Политбюро е създаден „Отдел „Административен“ при ЦК на БКП“.
- 11 октомври – Федералната комисия по далекосъобщения в Съединените щати издава първия лиценз за цветно излъчване на телевизия на CBS
- 13 октомври – Състои се премиерата на американския драматичен филм Всичко за Ева.
- 15 октомври – В Източна Германия комунистите печелят 99,7% от гласовете.
- 19 октомври – Корейската война:Китайската народна република влиза в конфликта, като изпраща хиляди войници през река Ялу.
- 20 октомври – Австралия приема Закона за разпускане на комунистическата партия, който по-късно е отменен от Върховния съд.
- 29 октомври – След смъртта на Густав V от Швеция, той е наследен като крал от 68-годишния си син Густав VI Адолф.

### Ноември
- 1 ноември – Пуерториканските националисти Гризелио Торесола и Оскар Колазо се опитват да убият президента на САЩ Хари С. Труман, който е отседнал в къщата на Блеър-Лий във Вашингтон по време на ремонт на Белият дом.
- 1 ноември – Състои се премиерата на американския уестърн Рио Гранде.
- 4 ноември – Организацията на обединените нации прекратява дипломатическата изолация на Испания.
- 9 ноември – Състои се премиерата на американския приключенски филм Мините на цар Соломон.
- 13 ноември – Президентът на Венецуела полковник Карлос Делгадо Чалбо е отвлечен и убит в Каракас.
- 16 ноември – Състои се премиерата на американската приключенска комедия Сирано дьо Бержерак.
- 16 ноември – Състои се премиерата на френско-италианския драматичен филм Стените на Малапага.
- 17 ноември – 15-годишният Тензин Гяцо е официално възстановен като 14-и Далай Лама, ставайки временен владетел на Тибет.
- 18 ноември – Организацията на обединените нации приема сформирането на Либийския национален съвет.
- 24 ноември – Феноменална зимна буря опустошава североизточните Съединени щати, носи 30 – 50 инча сняг и температури под нулата и убива 323 души.
- 28 ноември – Гърция и Югославия реформират дипломатическите отношения.
- 30 ноември – Дъглас Макартър заплашва да използва ядрени оръжия в Корея.

### Декември
- 4 декември – Състои се премиерата на американската комедия Харви.
- 9 декември – Състои се премиерата на мексиканския игрален филм Забравените.
- 25 декември – Състои се премиерата на американския филм Родена вчера.

## Родени
- Винсънт Колапиетро, американски учен
- Николай Близнаков, български писател
- Фелипе Фернандес-Арместо, британски историк
- 1 януари
  - Исмаил Ахмад Мухаммад Хасан, палестински дипломат
  - Пламен Масларов, български режисьор († 2010 г.)
- 10 януари – Любомир Николов – Нарви, български писател
- 18 януари – Жил Вилньов, канадски пилот от Формула 1 († 1982 г.)
- 23 януари – Ричард Андерсън, американски актьор и режисьор
- 26 януари – Йорг Хайдер, автрийски политик († 2008 г.)
- 29 януари – Джоди Шектър – световен шампион – пилот от Формула 1, ЮАР
- 24 януари – Даниел Отьой, френски актьор
- 5 февруари – Нийл Джордан, ирландски режисьор и писател
- 8 февруари – Спас Панчев, български политик
- 10 февруари – Марк Шпиц, американски плувец
- 11 февруари – Илинка Митрева, учен и политик
- 13 февруари – Питър Гейбриъл, британски рок музикант
- 18 февруари
  - Сибил Шепърд, американска киноактриса
  - Джон Хюз, американски режисьор († 2009 г.)
- 22 февруари – Христо Карастоянов, български писател
- 24 февруари – Любен Чаталов, български кино актьор
- 28 февруари – Хорхе Лазаров, уругвайски музикант
- 3 март – Георги Костадинов, български боксьор
- 6 март – Евстати Маринов, български художник († 2022 г.)
- 8 март – Цветана Каменова, български юрист, съдия в Хагския трибунал
- 9 март – Йордан Кичеков, български футболист
- 10 март – Лазар Копринаров, български дипломат
- 10 март – Федя Филкова, българска поетеса и преводачка († 2020 г.)
- 11 март – Стела Банкова, български политик
- 13 март – Уилям Мейси, американски актьор
- 17 март – Румянчо Горанов, български футболист
- 20 март – Георги Марков, български политик
- 21 март – Роджър Ходжсън, британски рок музикант
- 22 март – Горан Брегович, музикант
- 27 март – Димитър Луджев, български политик
- 31 март – Андраш Адорян, унгарски шахматист († 2023 г.)
- 5 април
  - Агнета Фелтског, шведска певица
  - Агнета Фелтскуг, шведска поппевица
  - Мики Манойлович, сръбски актьор
- 8 април – Гжегож Лато, полски футболист
  - Красимир Борисов, български футболист
- 11 април – Георги Ифандиев, български журналист
- 12 април – Георги Ананиев, български политик
- 18 април – Георги Денев, български футболист и треньор
- 28 април
  - Николай Вълчинов, български писател, сценарист, актьор, режисьор
  - Таня Гогова, българска волейболистка
- 29 април – Филип Нойс, австралийски режисьор
- 2 май
  - Вячеслав Кушев, български композитор
  - Лу Грам, американски певец
- 3 май – Валентин Миновски, български певец
- 7 май – Владко Панайотов, български политик
- 8 май – Иван Симеонов (кмет), български бивш кмет на община Видин
- 9 май – Марчелин Бертран, американска актриса
- 11 май – Джереми Паксман, британски журналист
- 13 май – Красимир Стоянов, български политик
- 20 май – Красимир Зафиров, български футболист
- 21 май – Благой Кръстанов, български футболист
- 10 юни – Анна Янтар, полска певица († 1980 г.)
- 11 юни – Бярне Стровструп, създател на С++
- 24 юни – Моше Ялон, израелски военен генерал
- 28 юни – Марлене Щреерувиц, австрийска писателка
- 1 юли – Дейвид Дюк, американски политик
- 12 юли – Филип Шелби, американски писател
- 17 юли – Георги Борисов, български поет и преводач
- 18 юли – Ричард Брансън, британски предприемач
- 25 юли – Жулио Каплан, американски шахматист
- 26 юли – Стефан Михайлов, български футболист
- 9 август – Игнат Младенов, български футболист
- 15 август – Томи Олдридж, американски рок музикант
- 22 август – Георги Гугалов, български футболист
- 3 септември – Васил Найденов, български естраден изпълнител и композитор
- 12 септември – Иво Хаджимишев, български художник-фотограф
- 14 септември – Адемир Кенович, босненски режисьор
- 16 септември – Павел Панов, български футболист и футболен треньор
- 17 септември – Слави Дамянов, български футболист
- 21 септември – Бил Мъри, американски актьор
- 24 септември – Валентин Гацински, български дипломат († 2015 г.)
- 5 октомври – Джеф Конауей, американски актьор († 2011 г.)
- 6 октомври – Дейвид Брин, американски писател
- 9 октомври – Джоди Уилямс, американска общественичка, лауреат на Нобелова награда за мир през 1997 г.
- 10 октомври – Нора Робъртс, американска писателка
- 25 октомври
  - Крис Норман, английски певец
  - Николай Въцов, български лекар
- 29 октомври
  - Абдула Гюл, турски политик
  - Абдуллах Гюл, турски политик
- 1 ноември – Робърт Лафлин, американски физик, лауреат на Нобелова награда за физика през 1998 г.
- 2 ноември – Любомир Любоевич, сръбски шахматист
- 4 ноември – Чарлз Фрейзър, американски писател
- 6 ноември – Амир Аксел, американски математик и популяризатор на науката
- 7 ноември – Таки Фити, икономист от Република Македония
- 18 ноември – Майкъл Суонуик, американски писател
- 23 ноември – Светла Оцетова, българска спортистка
- 9 декември – Здравка Йорданова, българска спортистка
- 13 декември – Даръл Ларсън, американски актьор
- 21 декември – Томас Хюрлиман, швейцарски писател
- 23 декември – Висенте дел Боске, испански футболист и треньор
- 27 декември
  - Роберто Бетега, италиански футболист
  - Харис Алексиу, гръцка певица

## Починали
- Симеон Петров, български авиатор (р. 1888 г.)
- Джосая Спър, американски геолог и изследовател (р. 1870 г.)
- 3 януари – Ангел Букорещлиев, български композитор (р. 1870 г.)
- 8 януари – Йозеф Шумпетер, австрийски икономист (р. 1883 г.)
- 13 януари – Димитрис Семсис, гръцки музикант (р. 1883 г.)
- 16 януари – Густав Круп фон Болен унд Халбах, немски индустриалец (р. 1870 г.)
- 21 януари – Джордж Оруел, британски писател (р. 1903 г.)
- 23 януари – Васил Коларов, български политик (р. 1877 г.)
- 25 януари – Дончо Лазаров, български революционер (р. 1878 г.)
- 1 февруари – Марсел Мос, френски антрополог и социолог (р. 1872 г.)
- 13 февруари – Рафаел Сабатини, английски писател (р. 1875 г.)
- 1 март – Алфред Кожибски, философ семиотик (р. 1879 г.)
- 4 март – Христо Тошев, български революционер и духовник (р. 1873 г.)
- 5 март – Едгар Лий Мастърс, американски поет (р. 1869 г.)
- 12 март – Хайнрих Ман, немски писател (р. 1871 г.)
- 30 март – Леон Блум, френски политик (р. 1872 г.)
- 7 април – Уолтър Хюстън, американски актьор (р. 1983 г.)
- 1 юли – Елиел Сааринен, финландски архитект (р. 1873 г.)
- 25 юли г. – Елизабет Ланггесер, немска писателка (р. 1899 г.)
- 24 август – Григорий Кулик, съветски маршал (р. 1890 г.)
- 2 ноември – Джордж Бърнард Шоу, британски драматург (р. 1856 г.)
- 3 ноември – Куниаки Коисо, японски военен деец и политик (р. 1880 г.)
- 17 ноември – Сребрен Поппетров, български революционер и политик
- 25 ноември – Йоханес Йенсен, датски писател (р. 1873 г.)
- 5 декември – Шри Ауробиндо, индийски революционер, философ, писател и духовен учител (р. 1872 г.)
- 13 декември – Абрахам Валд, американски математик (р. 2008 г.)

## Нобелови награди
- Физика – Сесил Франк Поуел
- Химия – Ото Дилс, Курт Алдер
- Физиология или медицина – Едуард Кендъл, Тадеуш Райхщайн, Филип Хенч
- Литература – Бъртранд Ръсел
- Мир – Ралф Бънч

## Филдсов медал
Лоран Шварц, Атле Селберг
Вижте също:
- календара за тази година